# Die Fremde (1917)
Die Fremde ist ein deutsches Stummfilmmelodram aus dem Jahre 1917 von Otto Rippert mit Hella Moja in der Hauptrolle.

## Handlung
Der Ostasienreisende Dr. Svend Svendson kehrt eines Tages von einer Expedition nach Hause zurück und stellt seiner Frau Birgit den tibetischen Fürstensohn Pan Hoang Amitaba vor, den er mitgebracht hat. Dieser ist Arzt und will hier, in Europa, seine medizinischen Fachkenntnisse erweitern. Pan Hoang Amitaba (zeitgenössische Quellen nennen ihn Anistaba) findet ein Unterkommen in der Klinik des angesehenen Professors Dahlquist. In seiner Freizeit hält sich Pan Hoang Amitaba häufig im Hause Svendsons auf und ist fasziniert von Birgit. Als er erkennt, dass er mehr Gefühle für Svendsons Gattin hegt als es ihm zusteht und der Beziehung zu seinem Freund Svendson gut tut, stellt Pan Hoang Amitaba seine Besuche ein.
Einige Zeit später will Svendson erneut nach Ostasien, zu einer weiteren Tibet-Expedition, aufbrechen. Amitaba erfährt davon und macht einen Abschiedsbesuch. Damit Svendson nichts auf seiner Reise geschehe, überreicht er diesem einen glücksbringenden Talisman. Als Birgit eines Tages nach Hause kommt, muss sie mit ansehen, wie sich ein großer Menschenaffe, ein „Mitbringsel“ ihres Mannes von seiner ersten Ostasienreise, ihrer kleinen Tochter Ulla bemächtigt hat. Vor Schreck fällt Madame standesgemäß in Ohnmacht. Als Birgit wieder erwacht, hat sie ihr Gedächtnis verloren. Birgit Svendson wird in das Sanatorium Prof. Dahlquists eingeliefert und erhält dort optimale Pflege. Als der Chefarzt für einige Zeit verreisen muss, will Dahlquist Frau Svendson in ihrem eigenen Heim unterbringen. Doch es geschieht anders. 
Amitabas Diener geleitet Birgit im Auftrag seines Herrn im Auto zu Amitabas Wohnung. Birgit, die noch immer unter Amnesie leidet, erklärt ihrem „Retter“, dass sie nun bei ihm bleiben wolle. Amitaba entscheidet sich dafür, mit ihr in seine tibetische Heimat zurückzureisen, wo „die Fremde“ mit allen Ehren empfangen wird. Amitaba stellt sie seinem Vater, dem greisen Fürsten vor. Der ist von seines Sohnes „Eroberung“ wenig begeistert, da eine Liaison seines Sohnes mit der „fremden Frau“ den Sturz seiner Dynastie einleiten könnte. Eines Tages blickt Birgit aus dem Fenster und sieht, wie sich auf den Straßen Tumulte abspielen, begleitet von einem durchdringenden, andauernden Getrommel. Sie hört die Kunde, dass sich ein Fremder, ein Europäer, in die Stadt gewagt hätte. Für den Fremden bedeutet dieses Vordringen das Todesurteil. Amitaba nimmt den gefangen genommenen Fremdling in Augenschein und erkennt in ihm Dr. Svendson.
Amitaba befreit ihn und bringt Svendson zu Birgit. Doch sie erkennt ihn nicht. Amitaba erklärt Svendson, wie es zu Birgits Situation kommen konnte und meint, dass man Birgit nur noch mittels Schocktherapie heilen könne. In seinem Altruismus entschließt sich der Tibeter, sich selbst zu opfern, um der Europäerin den in ihr altes Leben zurückführend Schreck ihres Lebens zu liefern. Vorher sichert sich Amitaba von seinem fürstlichen Vater dessen Einverständnis zu, dass die beiden Europäer nach seinem Tode ziehen können. Auf den Stufen eines Tempelaltars sticht sich Amitaba einen Dolch ins Herz. Von großem Schrecken gezeichnet, verkündet dessen Diener den Tod seines Herrn, und Birgit rennt zu dem Leichnam ihres Retters. Ohnmächtig sinkt sie zu seinen Füßen nieder. Als sie wieder erwacht, ist Birgit Svendsons Gedächtnis wiederhergestellt. Sie fragt nach ihrer Tochter Ulla und bittet ihren Gatten, gemeinsam nach Hause heimzukehren.

## Produktionsnotizen
Die Fremde auch mit dem Untertitel Eine seltsame Geschichte aus Tibet geführt, entstand zum Jahresbeginn 1917 im Eiko-Film-Atelier in Berlin-Marienfelde. Der Film passierte die Zensur im März 1917 und wurde im August 1917 im Marmorhaus uraufgeführt. Der Film besaß ein Vorspiel und vier Akte und war 1648 Meter lang. 
Die Außenbauten wurden vom Museum für Völkerkunde zur Verfügung gestellt, das auch die Bauberatung vornahm.

## Kritik
„Dieses Filmwerk gibt Hella Moja Gelegenheit, ihre Kunst in der vorteilhaftesten Weise zu zeigen. Die Künstlerin, die erst im vergangenen Jahre am Filmhorizonte erschien, bringt in diesem Film eine Meisterleistung  der Charakteristik. Die durchwegs originellen Typen aus Tibet geben diesem Bilde einen besonderen Reiz. Der künstlerische Ernst in der Durchführung hebt dieses Filmbild in die Höhen wahrer Kunst. Neben der Hauptdarstellerin bietet noch der Darsteller des tibetischen Fürsten eine äußerst interessante und markante schauspielerische Leistung...“